# 오스트리아-프랑스 관계
오스트리아-프랑스 관계 또는  오불관계  (墺佛關係) 양국 간의 관계에 대한 문서이다.

## 역사
루이 15세 치세에 양국은 두번의 왕위 계승 전쟁(폴란드, 오스트리아)에서 대립하였다. 두 번 모두 오스트리아가 승리하였다. 그러나, 프로이센을 견제할 필요성을 느낀 프랑스는 오스트리아와 동맹을 맺었다(1756년). 이 동맹으로 오스트리아 출신의 마리 앙투아네트가 프랑스로 와서 루이 16세와 혼인하였다. 프랑스 혁명 직후, 레오폴트가 오스트리아 대공이 되자(1790년), 오스트리아는 프랑스와의 1756년의 동맹을 파기하였고, 절대왕권을 위협하는 프랑스의 공화주의에 맞서기로 하였다. 오스트리아는 프랑스로 진격하여 롱위와 베르됭에서 승리를 거두었으나, 프랑스의 반격(발미 전투)으로 기세가 꺾였다. 오스트리아가 지배하고 있던 남부 네덜란드(현재의 벨기에)에서도 프랑스가 오스트리아를 물리쳤다.(1793~94) 프랑스 국민공회가 해산되고 프랑스 총재정부가 성립(1795년 10월 26일)되자 프랑스군은 잉글랜드와 오스트리아에 대한 전쟁 수행에 박차를 가하였다. 다만, 영국을 직접 공격할 수는 없었기에 오스트리아의 영향권 밑에 있는 북부 이탈리아의 정복에 착수했다. 이탈리아 침략이 성공을 거두게 되자 오스트리아는 결국 프랑스와 캄포포르미오 조약을 체결(1797년 10월 17일)하여 전쟁상태가 종식되게 되었다.

### 왕위 계승 전쟁에서의 대립, 방어 동맹의 결성
루이 14세가 죽음(1715년)으로서 어린 루이 15세가 즉위하였고, 루이 14세의 조카인 오를레앙 공 필리프 2세가 섭정을 맡았다. 오를레앙 공은 외교적으로 프랑스와 적대관계였던 오스트리아와 화해하였다. 루이 15세가 성년이 됨에 따라 오를레앙 공의 섭정은 종료하였고(1723년), 루이 15세는 추기경 플뢰리(André-Hercule de Fleury)을 정치에 기용하였다. 루이 15세 치세에 양국은 두번의 왕위 계승 전쟁에서 대립하였다. 1733년 폴란드의 왕, 아우구스트 2세가 사망하자 러시아와 오스트리아는 작센 선제후를, 프랑스는 왕비의 아버지인 스타니스와프 레슈친스키(Stanisław Leszczyński)를 새 왕의 후보로 지원하였다. 이러한 분쟁(폴란드 왕위 계승 전쟁, 1733~38년)은 빈 조약으로 마무리되었다(1738년). 빈 조약에 따라, 오스트리아가 지원한 아우구스트 3세(Augustus Ⅲ)가 폴란드 왕위를 계승하였고, 프랑스가 지원한 스타니스와프 레슈친스키는 폴란드 왕위 대신, 로렌 공국(Duchy of Lorraine)을 받았다.
1740년부터 양국은 다시 오스트리아 왕위 계승 전쟁(1740~48년)으로 대립했다. 1740년 신성 로마 제국의 카를 6세가 사망하면서 제위 계승 문제가 부각되었다. 황제는 자신의 딸 마리아 테레지아에게 제위와 영토를 상속하고 싶어 생전에 이미 국사칙령을 선포하고 제후들의 동의를 얻어둔 터였다. 국사칙령은 여성의 왕위 계승을 금지하는 전통적인 게르만 법에 반하여 마리아 테레지아의 제위 상속을 규정한 것이었다. 하지만 실제로 카를 6세가 서거하고 마리아 테레지아가 그 뒤를 계승하자 제후들은 그 칙령을 인정하려 하지 않았다. 특히 프로이센은 칙령을 무시하고 슐레지엔을 점령하였다. 오스트리아는 영국의 지원을 받아 프로이센에 저항하였고 이에 프랑스와 에스파냐가 프로이센을 지지하면서 전쟁이 발발하였다. 전쟁은 오스트리아와 영국의 승리로 끝났고, 1748년 엑스 라 샤펠 조약이 체결되었다. 이 조약에 의해 마리아 테레지아의 제위가 인정되었고 프로이센은 패전국이었음에도 불구하고 슐레지엔 지방을 그대로 보유하였다. 이 전쟁에서 정작 아무것도 얻지 못한 것은 프랑스였다.
한편, 오스트리아 왕위 계승 전쟁에서 슐레지엔을 획득한 프로이센은 프리드리히 2세 하에서 점차 강력해졌다. 프로이센의 세력 확대는 프랑스를 불안하게 만들었다. 결국 프랑스는 200년간 외교적 숙적이었던 오스트리아와 화해하여 프로이센을 견제하려 하였다. 오스트리아 역시 슐레지엔 지방을 회복하기 위해 프로이센을 침략할 기회를 노리고 있던 터라 화해는 쉽게 이루어졌다. 루이 15세의 정부(情婦)인 퐁파두르 후작 부인 은 오스트리아와 전격적으로 손을 잡았다. 오랫동안 유럽의 대립구조의 근간을 이루고 있었던 프랑스(루이 15세)와 오스트리아(마리아 테레지아) 사이에서 방어 동맹이 결성되었다(1756년 5월 1일). 이 대전환은 유럽 외교사상 혁명적인 사건이었다. 이 외교 혁명의 결과로 두 나라는 루이 16세와 오스트리아의 공주 마리 앙투아네트를 정략결혼 시켰다. 프랑스는 오스트리아 외에도 러시아를 끌어들여 프로이센에 대항하였고 이에 프로이센은 영국의 지지를 얻어 맞섰다. 전쟁은 7년 동안 계속되었기 때문에 흔히 7년 전쟁(1756~63년)으로 불린다. 이 전쟁은 슐레지엔 영유권 때문에 일어났지만 전 유럽 국가들이 개입하였는데, 이번 전쟁에서도 프랑스는 패배하였다. 7년 전쟁에 의해 프랑스는 루이 14세 시대의 영광을 상실하였다.

### 프랑스 혁명과 그 영향
프랑스 혁명(1789년)기의 프랑스와 오스트리아의 관계는 평상시의 프랑스와 다른 열강들의 관계에 비해 더 민감했다. 네덜란드의 저지대 국가들과 국경을 접하고 있었기 때문이라기보다는 오스트리아 대공이자 신성로마제국의 황제 레오폴트 2세(재위: 1790~92년)와 프랑스의 국왕 루이 16세가 처남 매부지간이었다는 사실 때문이었다. 레오폴트 2세는 황제로서 제국의 국경과 혁명 상태의 프랑스에 의해 위협받는 대공들의 이익을 보호해야 했다. 왜냐하면 대공들은 알사스에 대한 권리를 주장하는 동시에 망명 귀족들에게 은신처를 제공했기 때문이다. 프랑스 혁명 당시, 프랑스의 왕비 마리 앙트와네트의 친오빠인 오스트리아 대공 레오폴트 2세(재위: 1790~92년)는 마리가 만약 루이 16세와 함께 파리를 빠져나온다면 도움을 주기로 약속하였다. 그러나 내심으로 레오폴트는 프랑스가 내부 혼란에 의해 힘이 약해지는 것을 반기고 있었다. 레오폴트가 오스트리아 대공을 계승하고 나서(1790년), 1756년에 프랑스와 체결한 동맹을 파기하였다. 1791년 레오폴트는 프랑스의 상황에 몰두하였다. 1월에는 아르투아 백작(훗날 1824~30년의 프랑스 국왕 샤를 10세)을 단호하게 쫓아냈다. 이러한 그의 행동은 프랑스 망명자들의 반항에 부딪혔으나, 레오폴트는 최대한 프랑스에서 일어나고 있는 일련의 사건에 얽히지 않도록 신경 썼다. 그러나 루이 16세와 마리 앙투아네트가 탈출하는 도중 바렌느에서 들키는 사건이 터지자 레오폴트는 크게 분개하였고, 이 사건을 “모든 국가와 정부의 안전을 위협하는 사건”으로 지칭하였다. 그리고 레오폴트는 오스트리아 영내에서 프랑스 망명자들이 군대를 모집하는 것을 허락하고 있어서 프랑스혁명세력에게는 큰 위협이 되고 있었다. 8월 25일 레오폴트는 드레스덴 근처 필니츠에서 프로이센 왕국의 왕 프리드리히 빌헬름 2세(재위: 1786~97년)를 만났고, 이들은 만약 다른 세력이 원한다면 프랑스의 사건에 개입할 준비가 되어있다고 선언하였다. 러시아나 영국은 행동할 준비가 되어있지 않았기 때문에 이 선언은 사실상 형식적이었고, 레오폴트는 프랑스 망명자들이 이 선언을 이용하는 것을 저지하였다.
필니츠 선언으로 인한 혼란과 프랑스 망명자들의 계책, 그리고 프랑스 혁명정부의 엘자스의 독일 군주들에 대한 공격에도 불구하고 레오폴트는 개입이 필요치 않을 것을 기대하였다. 1791년 9월 루이 16세는 헌법을 따를 것을 맹세하였고 레오폴트는 자신의 기대가 이루어진 것으로 생각하였다. 그러나 얼마 지나지 않아서 프랑스가 라인강 서안의 독일 군주의 권리에 대해 도전해오고 전쟁을 선포할 기미가 보이자 레오폴트의 기대는 헛된 것이 되고 말았다. 레오폴트 2세 자신은 반드시 전쟁을 원하지는 않았지만, 프랑스 혁명 정부는 필니츠 선언을 심각한 위협으로 받아들였다. 또한 오스트리아령 네덜란드(오늘날의 벨기에)와 독일의 왕당파와 망명 귀족의 선동 활동도 혁명 정부를 자극하기에 충분했다. 프랑스와 오스트리아 사이에 알자스로렌의 귀속 문제라는 오랜 충돌도 있었다. 이러한 것을 배경으로 당시 외무대신의 지위에 있었던 뒤무리에 등의 주도 아래, 프랑스 입법 의회는 1792년 4월 20일 오스트리아에 선전 포고를 결의했다.

### 프랑스 혁명 전쟁

#### 프랑스 및 오스트리아령 네덜란드에서의 전투
이어서, 프로이센이 프랑스에 선전 포고를 했고(1792년 7월 8일) 브라운 슈바이크 공작이 이끄는 42천명의 프로이센군, 29천명의 오스트리아, 6천명의 헤센 군대가 7월 19일 프랑스 국경을 넘었다. 그들은 “국왕 부부에게 위해를 가하면, 파리를 괴멸시킬 것”이라는 언동으로 프랑스 시민을 격분시켰다. 브라운 슈바이크 공작은 망명 귀족인 콩데 공작이 만든 왕정을 복고시켜 반대하는 사람은 사형한다는 선언을 발표한다. 첫 전투에서 샤를 프랑수아 뒤무리에 장군의 군대는 대패했고 프랑스 혁명 정부는 큰 위기에 처했다. 한편, 프랑스에서는 7월 11일 입법 의회가 “조국이 위기에 빠졌습니다!”라는 선언을 발표했고, 선언에 따라 프랑스 각지에서 의용군이 파리에 집결했다. 3국 연합군은 파죽지세로 진격을 계속했고, 8월 23일에는 롱위가, 9월 2일에는 베르됭이 함락되었고, 수도 파리를 노리는 상황이었다. 그러나, 9월 20일 뒤무리에와 켈레르만이 이끄는 프랑스 의용군과 포병대는 발미 전투에서 프로이센군의 침략을 막았다. 전투 자체는 결정적인 것이 아니었고, 프로이센군의 후퇴는 전술적인 후퇴에 불과했지만, 최초의 승리는 프랑스 국민을 들끓게 했다. 프랑스군은 공세로 전환하였다.
연합군은 프랑스국내에서 혼란이 야기될 것이라고 기대하여 관망하는 태도를 취하여 프랑스의 운명이 구원받게 되었다. 사실 당시 오스트리아 · 프로이센 양국은 프랑스 진격보다는 제2차 폴란드 분할에 더 관심을 갖고 있었다. 그 무렵 남부 네덜란드는 오스트리아가 지배하고 있었다. 11월 6일 플랑드르 방면에서 뒤무리에가 즈마프 전투(Jemappes)에서 오스트리아군에게 승리하였다.
이듬해 1793년 뒤무리에는 남부 네덜란드 방위라는 정부 방침을 무시하고 자신이 제안한 대로 네덜란드를 침공했다. 저(低)라인강 유역의 신임 오스트리아 사령관으로 부임한 작스코부르크의 조시아스 공작(Prince Josias of Saxe-Coburg-Saalfeld)은 콜로뉴 지방으로터 4만2천명을 이끌고 와서, 뒤무리에가 배치해 둔 여러 파견부대로 파고들었다. 프랑스군은 병력 부족과 오스트리아군의 반격 앞에 철수를 해야 하는 처지에 놓였고, 프랑스의 뒤무리에는 네덜란드 진격을 포기하고, 그가 모을 수 있었던 병사들만 데리고, 뫼즈로 돌아왔다. 양군(兩軍)은 1793년 3월 18일 네르빈덴에서 마주쳤다. 뒤무리에는, 즈마프에서 그가 우수한 많은 병사들을 거느렸던 것과 대조적으로, 적군보다 겨우 몇 천명 많은 병사가 있을 뿐이었다. 뒤무리에는 완전히 패배당하였다(3월 18일, 네르빈덴 전투) 그의 불완전한 계획은 무너져 내렸고, 루이 14세와 보방이 세운 국경 요새라는 강력한 전선을 가지고 있었음에도, 프랑스 병력 전원은 혼란 속에서 철수하였다. 뒤무리에는, 그의 정치적 계획이 실패하였음을 입증하면서, 공화국에 대항하기로 선언하고 그의 병사들을 설득하여 반란을 일으키려다 부하의 반대로 여의치 않자 오스트리아 진영으로 도망갔다.(4월 5일) 리더를 잃은 프랑스 공화파 군대는 발렌시엔(Valenciennes)으로 줄지어 퇴각하였다. 그러나 거기서 그들은 다른 장군을 찾아냈으니, 오귀스탱 마리 피코(Augustin-Marie Picot)였다. 그는 비록 허영심 많고 사치스런 자였으나, 전직 연대장이었고, 공화정에 대한 진정한 충성심도 가진 인물이었다. 또한 용기도 빛났다. 오스트리아군은 바렌시엔느를 함락시켰다.

#### 프랑스군의 네덜란드에서의 반격과 이탈리아 및 오스트리아로의 진격
위기에 빠진 프랑스의 국민 의회는 "국가총동원령"을 발령(8월 23일)하고, 징병제를 시행하여 거대한 국민군으로 바뀐 프랑스군은 라자르 카르노의 지도 하에 13개 군단으로 재편했고, 반격의 준비를 갖췄다. 북부군(北部軍)의 사령관 장바티스트 주르당은 와티니 전투(10월 15~16일)에서 조시아스 공작이 지휘하는 오스트리아-프로이센군에게 승리했다. 프랑스군의 대군은 대프랑스 동맹군을 압도했지만, 한편으로는 그런 대군의 보급에 대해서는 적국 영토에서 징발에 의존하고 있었다. 이후 전쟁은 프랑스의 침략 양상을 가지게 되었다. 주르당이 플뢰뤼스 전투에서 오스트리아군에게 승리했고(1794년 6월 26일), 이 결과 대프랑스 동맹군은 라인강 서쪽에서 철수할 수밖에 없었고, 프랑스군은 남부 네덜란드(현재의 벨기에)와 라인란트의 대부분을 제압했다. 그 결과 종교적 믿음에 반감을 품은 혁명주의자들은 교회를 더럽히거나 수도원의 재산을 빼앗아가기도 한다.
프로이센과 스페인이 프랑스와 바젤 조약을 체결(1795년 4월 및 7월)하고 화해함으로써 제1차 대프랑스 동맹은 와해되기 시작하였고, 프랑스 국민공회가 해산되고 프랑스 총재정부가 성립(1795년 10월 26일)되자 프랑스군은 독일, 북부 이탈리아의 정복에 착수했다. 1796년 프랑스 총재정부는 오스트리아를 굴복시키기 위해 세 방향에서 공격을 계획했다. 라인 방면에서는 2개의 군을 주르당과 모로가 이끌었고, 이탈리아 원정군 사령관에는 바라스의 조치에 의해 보나파르트가 발탁되었다. 3개의 군이 티롤에서 합류하여 비엔나를 점령하겠다는 작전이었다.전략은 4월에 시작되었다. 당초 주르당과 모로는 순조롭게 진격했다. 모로는 바이에른을 통과하여, 9월경 티롤의 국경까지 도달했다. 그러나 주르당이 이끄는 프랑스군은 테셴 공작 카를에 패배하여 라인강 서쪽으로 퇴각할 수밖에 없었다.
한편, 이탈리아 원정 임무를 부여받은 나폴레옹은 이탈리아에서 작전을 성공시키고 있었다. 그는 공격을 개시(1796년 3월)하여 각 방면에서 대프랑스 동맹군을 격파하였다. 최전선에서 프랑스군과 대치 해왔던 사르데냐 왕국을 약 1개월 만에 항복하게 하고, 오스트리아군의 거점 만토바를 포위했다. 뷔름저와 아르비트가 이끄는 오스트리아군은 만토바 탈환을 목표로 반격에 나섰지만, 나폴레옹에게 카스틸리오네 전투(8월 5일), 아르콜 다리 전투(11월 15~17일)에서 패배했다.
1797년 1월 14일, 이탈리아 방면에서는 오스트리아가 리볼리 전투에서도 패배하였고, 2월 2일 만토바가 성문을 열였다. 나폴레옹은 티롤에서 비엔나를 향해 진격하였고, 카를 대공도 나폴레옹의 기세를 멈추지 못했다. 오스트리아는 휴전을 제의하였고, 레오벤 조약이 체결(4월 18일 )되었다. 그 후 반년간의 협상을 거쳐 프랑스와 오스트리아는 캄포포르미오 조약을 체결(10월 17일 )했다. 프랑스는 남부 네덜란드를 합병하고, 북부에 치자르피나 공화국 등 위성국을 성립시켰다. 맞 교환으로 오스트리아는 베네치아 공화국을 합병했다. 오스트리아의 탈락으로 제1차 대프랑스 동맹은 붕괴되었고, 영국만이 전쟁을 계속하게 되었다. 보나파르트군의 공격은 견제의 의미가 강했다. 독일군의 방패와 오스트리아군으로부터 단절된 피에몬테의 붕괴는 보나파르트의 이탈리아 원정을 용이하게 해주었다.

#### 제2차 대프랑스 동맹
1798년 1월부터 스웨덴의 악셀 폰 페르센 백작의 중재 하에 프랑스 혁명 전쟁의 종결을 목표로 한 제2차 라슈타트 회의가 열린 것은 메테르니히의 책략으로 오스트리아는 회의를 질질끌어 강화를 하기 전에 대프랑스 동맹을 재건할 시간 벌기에 성공한다. 그리고, 1798년 이탈리아 원정을 마친 나폴레옹 보나파르트는 영국과 인도의 연락을 끊기 위해 오스만 제국령 이집트 원정에 나섰다. 오스만 제국을 상대하여 육전에서는 승리를 거듭했지만, 나일 해전에서 프랑스 함대는 허레이쇼 넬슨이 이끄는 영국 함대에 패배하여, 나폴레옹은 이집트에서 발이 묶이게 되었다. 나폴레옹의 부재를 틈타, 영국 · 오스트리아 · 러시아 등에 의해 제2차 대프랑스 동맹이 결성되었다(1798년 12월 24일).
1799년, 이탈리아 북부에서는 오스트리아군의 공세와 알렉산드르 수보로프가 이끄는 러시아군의 전선 합세를 통해 프랑스군은 열세에 처하게 된다. 이탈리아 원정군 사령관 장 빅토르 마리 모로는 8월 제노바까지 후퇴했다. 라인 방면에서는 카를 대공이 이끄는 오스트리아군에 프랑스군은 3월 25일 스토케쉬 전투에서 패해 장바티스트 주르당은 해임되고 앙드레 마세나가 후임을 맡게 되었다. 스위스 방면에서 러시아 · 오스트리아 연합군과 프랑스군이 일진일퇴의 공방을 계속 벌였지만, 마세나는 9월 25일 제2차 취리히 전투에서 연합군을 격파했다.
이 상황에서 나폴레옹은 약간의 부하와 함께 이집트를 탈출하여 프랑스로 돌아가 11월 9일, 브뤼메르 18일 쿠데타를 일으켜 집정정부를 세우고 제일 집정에 취임하여 독재 권력을 쥐게 된다. 1800년 나폴레옹은 반격을 위해 알프스산맥을 넘어 북부에 진출했다. 6월 14일 마렝고 전투에서 프랑스군은 오스트리아군의 급습을 받아 궁지에 몰렸지만, 반격에 성공한다. 모로가 이끄는 라인 방면군도 12월 3일 호엔린덴 전투에서 오스트리아군에게 승리했다. 이듬해 오스트리아는 뤼네빌 조약을 체결하고 프랑스와 강화했다. 프랑스 혁명 전쟁은 영국과 프랑스가 1802년 3월 25일 프랑스 북부 아미앵에서 강화 조약을 체결함으로써 (→아미앵 조약) 종결되고 평화가 찾아왔으나, 1년을 넘기지 못했다.

### 나폴레옹 전쟁
프랑스에 의해 유럽시장에서 영국제품의 판매금지와 조약위반행위 등으로 인해 다시 영국과 프랑스간의 대립이 심화되면서 영국은 아미앵 조약을 파기(1803년 5월 16일)하고 프랑스에 선전포고를 하였다. 1804년에는 신성로마제국이 해체되기 시작하여 합스부르크 왕가가 지배하는 오스트리아 제국이 탄생하였다. 1805년 나폴레옹은 영국 상륙을 계획하고, 도버해협에 인접한 브르타뉴에 18만의 병력을 집결시켰다. 이에 대해 영국, 오스트리아 제국, 러시아 제국 등은 제3차 대프랑스 동맹을 결성했다. 전투는 라이베리히가 이끄는 오스트리아군 7만이 바이에른에 침공을 하면서 시작되었다. 프랑스군은 8월 하순에 브르타뉴를 출발해 9월 25일부터 10월 20일까지 벌어진 울름 전투에서 오스트리아군을 포위하여 항복시켰다. 나폴레옹은 비엔나에 입성하였으나, 러시아 황제 알렉산드르 1세와 쿠투조프가 이끄는 러시아군이 오스트리아군 잔존부대와 합류하여 결전을 도발하고 있었다. 나폴레옹의 즉위 1주년이었던 12월 2일, 러시아 제국 · 오스트리아 제국과 맞붙은 아우스터리츠 전투에서 나폴레옹은 우세한 적에 대해 - 후에 예술이라고 평가받은 - 지휘와 배치를 발휘하여 완승을 거두었다. 12월 26일 오스트리아는 프레스부르크 조약을 체결하고 프랑스에게 굴복했다. 신성 로마 제국의 프란츠 2세는 퇴위(1806)하고, 전후로써 오스트리아 황제 프란츠 1세를 칭하게 되었다.
프랑스가 스페인에서의 전쟁(→반도 전쟁, 1806~12)에서 고전하자, 오스트리아는 영국과 제5차 대프랑스 동맹을 결성했다.(1809년 4월) 1809년 4월 9일 카를 대공이 이끄는 오스트리아군은 친(親)프랑스인 바이에른 왕국에 침공을 개시했다. 이에 대해 4월 22일 나폴레옹은 신속히 대응하여 에크뮐 전투(1809년 4월 21~22일)에서 오스트리아군을 격파했다. 나폴레옹은 5월 13일 비엔나로 입성했다. 오스트리아군 주력은 도나우강 북쪽으로 후퇴했다. 프랑스군은 비엔나 근교에서 도나우강을 도하하려 했으나, 오스트리아군의 방해로 인해 가교가 여기저기 파괴되어, 절반쯤 건너갈 때 공격을 받았다. 이 아스페른-에슬링 전투(5월 20~21일)는 나폴레옹 자신의 지휘에 의한 최초의 패배였다. 그 후 프랑스군은 바그람 전투(7월 5~6일)에서 오스트리아군에 승리했다. 10월 14일 프랑스는 오스트리아와 쇤브룬 조약을 체결하고, 영토할양과 거액의 배상금을 얻어냈다.
프랑스가 러시아 원정에서 대패하자, 오스트리아는 여러 주변국들과 함께 제6차 대프랑스 동맹을 결성(1813년 2월)하였다. 러시아 원정으로 수십만의 군사를 잃은 나폴레옹은 강제적으로 청년들을 징집하였다. 1813년 봄, 변변찮은 군대로도 나폴레옹은 프로이센 · 오스트리아 · 러시아 · 스웨덴 등 동맹군과의 전투에서 승리를 거둔 후 휴전을 하였다. 메테르니히와의 평화교섭이 불발된 후, 라이프치히 전투(1813년 10월 16~19일)에서는 동맹군에게 포위공격 당하여 대패한 후, 프랑스로 도망갔다. 이는 나폴레옹의 몰락을 초래하였다.
1814년에 정세는 한층 더 악화되어 프랑스 북동쪽에서는 슈바르트베르크와 게프하르트 레베레히트 폰 블뤼허의 연합군 25만이, 북서쪽에서는 베르나도트 장군의 16만이, 남쪽에서는 웰즈 리 장군의 10만 대군이 프랑스 국경으로 진격하여 대포위망을 구축하였다. 이에 반해 나폴레옹은 불과 7만의 군세로 절망적인 싸움을 할 수 밖에 없었다. 3월 31일에는 제국의 수도 파리가 함락된다. 나폴레옹은 종전을 목적으로 퇴위를 하겠다고 했지만, 배신한 마르몽 원수 등에 의해 무조건 퇴위를 강요당하여, 결국 1814년 4월 16일 퐁텐블로 조약을 체결한 뒤 지중해의 작은 섬인 엘바섬으로 추방되었다.

## 같이 보기
- 오스트리아의 대외 관계
- 프랑스의 대외 관계